# Mirosław Waligóra
Mirosław Andrzej Waligóra (Cracóvia, 4 de fevereiro de 1970) é um ex-futebolista profissional polaco, atuava como atacante, medalhista olímpico de prata.
Mirosław Waligóra conquistou a a medalha de prata em Barcelona 1992.